# Barbe-Nicole Clicquot
Barbe-Nicole Clicquot (francès: Barbe-Nicole Clicquot-Ponsardin)  (Reims, 16 de desembre de 1777 - Boursault, 29 de juliol de 1866), de casada Clicquot, i anomenada la Vídua Clicquot, fou una empresària francesa i la primera dona a dirigir una casa productora de xampany.

## Biografia
Barbe-Nicole Ponsardin era la filla del baró Ponce-Jean Nicolas Ponsardin. De nena, va anar a l'esocola de l'abadia Saint-Pierre-les-Dames, establiment del qual el seu pare la retirà, poc abans de la Revolució. L'amagà aleshores a casa d'una modista. Passats els mesos anomenats d'El Terror, tornà a viure amb els seus pares, a la casa familiar, on va rebre educació particular.
Barbe-Nicole Ponsardin es casà amb François Clicquot el 12 de juny de 1798. La cerimònia tingué lloc en unes caves, amb un prevere rebel a la Constitució Civil del Clergat que s'adoptà durant la Revolució Francesa, el qual regalà a la parella un Dom Pérignon.
Amb el seu marit, va recórrer els serrals i les terres del xampany i, junts, van recórrer tots els dominis del xampany i es van fer càrrec del negoci complementari de distribució de vins del seu sogre. Ella s'implicà en el pla empresarial de produir els seus propis vins i xampanys i vendre'ls per Europa com a productes de luxe. Tot i que l'exportació era aleshores una aventura incerta i no tenien experiència vitivinícola, en van aprendre junts.
François Clicquot morí el 23 d'octubre de 1805 sembla que víctima d'unes «febres tifoidees» i la vídua Clicquot es feu càrrec tota sola de l'empresa.
Ella moriria a Boursault, el 29 de juliol de 1866, a l'edat de 88 anys. Descansa a Reims, al cementiri del Nord.

### Al capdavant de l'establiment Clicquot
En quedar vídua –quan tenia vint-i-set anys i ja era mare d'una nena de tres anys–, Barbe-Nicole Clicquot-Ponsardin decidí oposar-se a la venda de les vinyes i prendre les regnes de l'establiment, malgrat les objeccions inicials de la seva família. Així es feu càrrec de l'empresa de xampany que havia dirigit des de 1772 el seu marit. S'envoltà llavors de Louis Bohne, així com d'Alexandre Fourneaux, de la casa de xampanya Fourneaux & Cie (avui Taittinger). Davant les dificultats de l'empresa, aquest últim es va allunyar de Barbe-Nicole Clicquot l'any 1810.
Més endavant, el seu sogre va acceptar d'ajudar-la i esdevingué un important mecenes. L'any 1811 va comercialitzar la collita Vin de la comète, d'una qualitat excepcional.

#### La tècnica del remogut
Dues innovacions van consagrar definitivament el seu producte i ella mateixa com la gran dama del xampany. El 1816 va inventar un sistema que millorava la qualitat del vi escumós, perquè permetia obtenir «vins més clars, nets i límpids» i n'agilitzava la producció el pupitre de remogut.

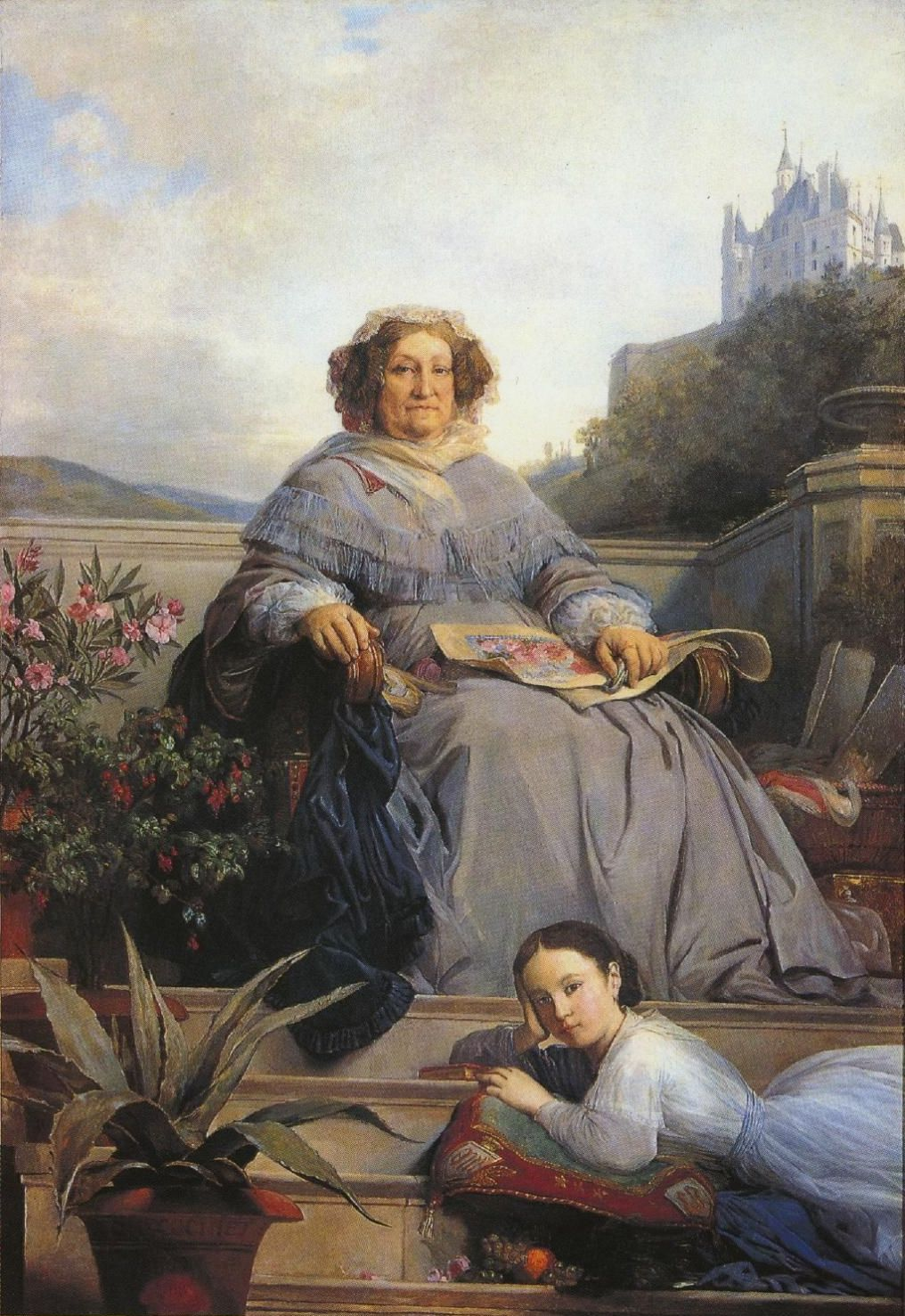
Retrat de la Senyora Clicquot i de la seva besneta Anne de Rochechouart de Mortemart, de Léon Cogniet.

Consistia a col·locar les ampolles en posició invertida en un pupitre inclinat i anar-les girant un vuitè de volta cada dia perquè els residus se situessin al coll de l'ampollla. Les brosses que s'hi dipositaven s'eliminaven només canviant el tap de suro, i sense traspassar el vi d'una ampolla a una altra, com s'havia fet fins aleshores. La tècnica del remogut, que és encara vigent, va fer del xampany la beguda transparent i de luxe que és encara.
Malgrat les guerres napoleòniques, Barbe-Nicole envià els seus corresponsals a través de tot Europa. Viatjaven sota pavelló americà, per tal d'evitar el bloqueig anglès. L'any 1831 s'associà amb Édouard Werlé, estudiant en pràctiques de la casa des de 1821.
Sobrenomenada «la Vídua Clicquot», va saber dirigir la seva empresa i a la seva mort, la Casa Vídua Clicquot Ponsardin comercialitzava 750.000 ampolles i exportava la seva producció a molts països.
Va estar associada amb el baró Ferdinand de Sachs. A poc a poc, anar adquirint vinyes entre les millors anyades, a Bouzy, a Verzy i a Verzenay, a la muntanya de Reims, a Avize, a Mesnil-sur-Oger a la Côte des Blancs, constituint així el patrimoni vitivinícola excepcional de la casa, que arribà a tenir 515 hectàrees.

#### Desenvolupament del mercat rus
A partir de 1806, Louis Bohne, encarregat de l'exportació a Rússia, hi viatjà moltes vegades. El xampany s'hi imposà molt de pressa, sobretot a la cort del tsar Alexandre I. A la caiguda de Napoleó I, el 1814, va enviar un vaixell carregat amb el seu xampany a Sant Petersburg, avançant-se així a les cases competidores a conquerir el mercat rus. Per diferenciar-se encara més dels seus competidors, va identificar les seves ampolles amb una etiqueta, una cosa inèdita fins aleshores. Sembla que l'etiqueta groga que identifica encara el seu xampany va ser una referència al color dels edificis de Sant Petersburg.

#### Mecenatge
L'any 1822, Barbe-Nicole Clicquot creà una banca, a Reims, per tal de finançar el comerç de la ciutat. L'establiment tancaria l'any 1827, deixant un deute de 700.000 francs. De 1842 a 1849, fa reconstruir per a la seva filla, la comtessa de Chevigné, el castell de Boursault, on es retirà.

## Descendència
- La seva filla, Clémentine Clicquot (Reims, 20 de març de 1799 - Reims, 6 d'abril de 1863), casada el 13 de setembre de 1817 amb Louis Marie Joseph, comte de Chevigné.
- La seva neta, Marie-Clémentine de Chevigné (Reims, 15 de juny de 1818 - París, 24 d'octubre de 1877), casada el 20 de maig de 1839 amb Louis de Rochechouart, comte de Mortemart.
- La seva besneta, recreacions, 10 de febrer de 1847 - Dampierre, 3 de febrer de 1933), casada el 10 de maig de 1867 amb Emmanuel de Crussol, duc d'Uzès, que esdevindrà la famosa Duquessa d'Uzès.[9]

## Posteritat i recreacions
L'any 1972, la casa de xampany Veuve Clicquot Ponsardin creà un premi anual en honor seu, el premi Vídua Clicquot, per recompensar dones empresàries.
La història de Barbe-Nicole Clicquot ha inspirat al grup Beirut una cançó, «Cliquot», que conta la seva història, al seu segon àlbum, The Flying Club Cup.
L'any 2009, Elvire de Brissac publicà la novel·la Viatge imaginari al voltant de Barbe Nicole Ponsardin, vídua Clicquot, 1777-1866 a les Edicions Grasset.